# Giulia e Sesto Pompeo
Giulia e Sesto Pompeo è un'opera in due atti di Carlo Evasio Soliva, su libretto di Benedetto Perotti. La prima rappresentazione ebbe luogo al Teatro alla Scala di Milano nella quaresima del 1818.

## Trama
La scena è in un'isola, dove i triumviri si recarono per fare le proscrizioni, e dividersi il mondo
Giulia, figlia del proscritto Lucio Cesare, è promessa sposa al triumviro Ottavio, che assieme a Antonio ha preso in mano il potere politico dopo la morte di Giulio Cesare. Tuttavia Giulia non ricambia i sentimenti del triumviro, e rivolge invece le sue attenzioni verso Sesto Pompeo, figlio di Pompeo. Questi tenta di assassinare Ottavio, con l'aiuto di Fulvia, moglie di Antonio che questi intende ripudiare, ma per errore non uccide il triumviro, bensì il suo alleato Aufidio. Ottavio, furibondo, vorrebbe mettere a morte ambo gli amanti, ma alla fine le loro preghiere lo conducono a pietà e tutto si conclude nel perdono generale.

## Struttura musicale
- Sinfonia

### Atto I
- N. 1 - Introduzione Di lete là sul margine (Coro, Antonio)
- N. 2 - Coro e Cavatina di Ottavio L'aquila spieghi altero - Sì, miei prodi, il mondo intero (Ottavio, Coro)
- N. 3 - Duetto fra Ottavio e Fulvia Al nodo fortunato
- N. 4 - Coro e Cavatina di Pompeo Taccion i venti; in cielo - Ma più fera aspra tempesta (Pompeo, Coro)
- N. 5 - Coro e Cavatina di Giulia Tacita tacita - Oh seguite! il tristo canto (Giulia, Coro)
- N. 6 - Duetto fra Giulia e Pompeo Di quella voce il suono
- N. 7 - Cavatina di Aufido Or colla dolce speme
- N. 8 - Finale I A pietà movati (Ottavio, Giulia, Pompeo, Fulvia, Antonio, Aufido, Coro)

### Atto II
- N. 9 - Introduzione seconda Dalle cimmerie grotte (Coro, Aufido)
- N. 10 - Duetto fra Pompeo e Fulvia Questo, che stringo, osservalo
- N. 11 - Aria di Giulia O Dei, che in cura avete (Giulia, Coro)
- N. 12 - Terzetto fra Ottavio, Pompeo e Giulia Ah! s'insegui, si cerchi l'audace (Ottavio, Pompeo, Giulia, Coro)
- N. 13 - Aria di Fulvia Perfido, e reo tiranno
- N. 14 - Duetto fra Giulia ed Ottavio Se a me pietosa stendi
- N. 15 - Finale II Quale improvviso giubilo! (Pompeo, Giulia, Antonio, Fulvia, Coro, Ottavio)